# Spilosoma diluta
Spilosoma diluta är en fjärilsart som beskrevs av Rothschild 1914. Spilosoma diluta ingår i släktet Spilosoma och familjen björnspinnare. Inga underarter finns listade i Catalogue of Life.